# Alderman (droit anglo-saxon)
Pour les articles homonymes, voir Alderman.
Un alderman est un membre d'une assemblée ou d'un conseil municipal dans de nombreuses juridictions fondées sur le droit anglais. Des fonctionnaires similaires existent aux Pays-Bas (wethouder) et en Belgique (schepen). Le terme peut être titulaire et désigner un membre de haut rang d'un conseil d'arrondissement ou de comté, un membre du conseil choisi par les membres élus eux-mêmes plutôt que par un vote populaire, ou un membre du conseil élu par les électeurs.

## Usage par pays

### Afrique du Sud
En Afrique du Sud, le terme alderman désigne les membres seniors des conseils municipaux. Ils se distinguent des conseillers ordinaires par leurs « longs et éminents services en tant que conseiller ». Le titre peut être attribué sur la base d'une longue période de service (généralement 20 ans), ou d'une combinaison de périodes de service et de postes de direction occupés au sein du conseil. Dans certains conseils, le titre est automatiquement conféré au maire, quelle que soit la durée de son service.

### Australie
De nombreuses administrations locales utilisaient le terme « alderman » en Australie. À l'instar de la modernisation des conseils locaux au Royaume-Uni et en Irlande, le terme « alderman » fut supprimé dans un certain nombre d'endroits. Par exemple, dans l'État du Queensland, avant 1994, les « shires » ruraux élisaient des « councillors » et un « chairman », tandis que les « cities » élisaient un « mayor » et des « aldermen ». Depuis 1994, toutes les collectivités locales et régionales du Queensland élisent un « maire » et des « conseillers ». Les capitales australiennes ont généralement un Lord Mayor. Un exemple de l'utilisation du terme alderman est évident dans la ville d'Adélaïde, où les aldermen étaient élus par les électeurs de toutes les circonscriptions.

### États-Unis
Selon la juridiction, l'alderman pouvait faire partie du gouvernement local législatif ou judiciaire.
Un « board of aldermen » est l'organe exécutif ou législatif de nombreuses villes aux États-Unis. Les conseils d'aldermen sont utilisés dans de nombreuses zones rurales des États-Unis par opposition à un conseil municipal plus important ou à une commission municipale ; ses membres sont généralement appelés « alderman ». Le terme est parfois utilisé à la place de conseil municipal, mais il peut également faire référence à un conseil exécutif indépendant du conseil, ou à ce qui est essentiellement une chambre haute d'une législature bicamérale (comme c'était le cas dans la ville de New York jusqu'au XXe siècle).
Dans l'Illinois, le code municipal de l'Illinois autorise la formation et l'existence d'une forme de gouvernement municipal de type « aldermanic-city ». À titre d'exemple, à Chicago, le conseil municipal est composé de cinquante aldermen (et non de conseillers). À partir de 2021, l'État de l'Illinois désigne légalement un conseiller municipal de Chicago par le terme « alderperson », bien que le terme désignant les affaires des conseillers eux-mêmes ainsi que le district lui-même reste « aldermanic »,,.
Certaines villes, comme Ithaca (New York), appellent les aldermen « alderpersons ». D'autres, dont New Haven, Connecticut, utilisent le terme « alders ».
Historiquement, le terme pouvait également désigner les juges municipaux locaux dans le cadre de petites procédures judiciaires (comme en Pennsylvanie et dans le Delaware). En Pennsylvanie, les postes d'aldermen furent progressivement supprimés au début du XXe siècle.

### Irlande
Le titre d'« alderman » fut aboli pour les collectivités locales de la république d'Irlande par la loi de 2001 sur le gouvernement local, à compter des élections locales de 2004. L'usage initial du terme reflétait celui de l'Angleterre et du pays de Galles. Depuis la loi de 1919 sur le gouvernement local (Irlande), les élections locales utilisent le vote unique transférable dans les zones électorales plurinominales,.
Dans chaque circonscription électorale d'un borough ou d'un county borough, les premiers candidats élus portent le titre d'« alderman » et les autres celui de « councillor ».
Une personne cooptée pour occuper un siège laissé vacant par un alderman portera le titre de « councillor ».

### Royaume-uni

#### Angleterre, Irlande du Nord et pays de Galles
Bien que le terme soit né en Angleterre, il n'y avait pas de définition unique jusqu'au XIXe siècle, car chaque corporation municipale avait sa propre constitution. Il était utilisé en Angleterre, au pays de Galles et en Irlande/Irlande du Nord (l'ensemble de l'Irlande faisant partie du Royaume-Uni de janvier 1801 à décembre 1922), mais n'était pas utilisé en Écosse. En vertu de la loi sur la réforme municipale de 1835, les corporations municipales des boroughs étaient composées de conseillers et d'aldermen. Les aldermen étaient élus non pas par les électeurs, mais par le conseil (y compris les aldermen sortants), pour un mandat de six ans, ce qui permettait à un parti ayant perdu de justesse une élection de conserver le contrôle en choisissant les aldermen. Cela fut changé par le Municipal Corporations Amendment Act 1910 de sorte que les aldermen sortants ne soient plus autorisés à voter,. Les conseils de comté, créés en Grande-Bretagne en 1889 et en Irlande en 1899, élisaient également des aldermen, mais pas les conseils de district rural ni les conseils de district urbain. La loi sur le gouvernement local de 1972 a finalement supprimé les aldermen avec le droit de vote, avec effet à partir de 1974, sauf au sein du Greater London Council et des London borough councils, où ils sont restés en place jusqu'en 1978.

#### Aldermen honoraires
Les conseils d'Angleterre, du pays de Galles et d'Irlande du Nord ont toujours le pouvoir de créer des aldermen et des alderwomen honoraires, en récompense de leurs services en tant que conseillers, mais ils doivent le faire lors d'une réunion spéciale et, dans chaque cas, l'octroi du titre doit être approuvé par deux tiers des participants. Ce pouvoir est peu utilisé en Angleterre et au pays de Galles, mais il l'est plus souvent en Irlande du Nord, où les conseils peuvent également désigner jusqu'à un quart de leurs conseillers élus comme aldermen.

#### Cité de Londres
Dans la cité de Londres, mais pas ailleurs à Londres, les aldermen sont toujours élus pour chacun des quartiers de la ville par l'électorat habituel. Pour être candidat au poste de Lord Mayor de la cité de Londres, il faut être alderman et avoir été shérif de la cité de Londres.
Le titre « Alderman » est utilisé pour les hommes et les femmes et peut être préfixé au nom d'une personne (par exemple, Alderman John Smith, Alderman Smith, ou pour les femmes, Alderman Mrs (ou Miss) Smith).